# Psathyrella bipellis
Espèce
Psathyrella bipellis est une espèce de champignons du genre Psathyrella qui fait partie de la famille des Psathyrellaceae.

## Taxinomie
L'espèce a initialement été décrite en 1884 par le mycologue français Lucien Quélet, sous le nom Psathyra bipellis Alexander H. Smith l'a transférée au genre Psathyrella en 1946.